# Lithosia
Lithosia é um gênero de traça pertencente à família Arctiidae.